# Monte Horeb, Guerrero
Monte Horeb är en ort i Mexiko.   Den ligger i kommunen Acatepec och delstaten Guerrero, i den södra delen av landet, 250 km söder om huvudstaden Mexico City. Monte Horeb ligger 1 258 meter över havet och antalet invånare är 218.
Terrängen runt Monte Horeb är kuperad åt sydost, men åt nordväst är den bergig. Runt Monte Horeb är det ganska glesbefolkat, med 42 invånare per kvadratkilometer. Närmaste större samhälle är Acatepec, 19,4 km nordost om Monte Horeb. I omgivningarna runt Monte Horeb växer huvudsakligen savannskog.